# Parc national de Velavadar
Le parc national de Velavadar/Blackbuck (Blackbuck National Park en anglais et વેળાવદર કાળિયાર રાષ્ટ્રીય ઉદ્યાન en gujarati) est situé dans l'État du Gujarat en Inde. La réserve est célèbre pour abriter la plus importante population d'antilope cervicapre au monde. L'aire protégée préserve également l'écosystème des prairies côtières de la péninsule du Saurashtra.